# مسجد ابو محمد
مسجد ابو محمد، بنایی تاریخی مربوط به دوره پهلوی دوم است و در شهرکرد، خیابان ملت، کوچه ۵۰ واقع شده است. این اثر در تاریخ ۷ خرداد ۱۳۸۷ با شمارهٔ ثبت ۲۲۹۵۱ به‌عنوان یکی از آثار ملی ایران به ثبت رسیده است.